# Милашевич, Константин Осипович
Константин Осипович Милашевич (21 мая 1842 — 21 июня 1915) — русский геолог, палеонтолог и малаколог.

## Биография
Родился в Мелитополе. Окончил Московский университет в 1866 году со степенью кандидата. Ученик профессора Г. Е. Щуровского. Был оставлен в Московском университете для приготовления к профессорскому званию. С 1867 года служил там хранителем Минералогического и Палеонтологического кабинетов при кафедре геогнозии и палеонтологии. При этом получил чин коллежского секретаря. В университете для студентов Милашевич проводил практические занятия по микроскопии. А в 1877 году он вёл курс палеонтологии. Параллельно с педагогической работой Константин Осипович вёл и научные исследования; главным образом он изучал мезозойскую фауну Крыма.
В конце марта 1873 года титулярному советника Милашевичу было разрешено "с учёной целью" и "для поправления своего здоровья" уехать на 3 месяца в Крым. Профессор Щуровский выхлопотал для него в Совете университета «сто пятьдесят рублей серебром из штатных сумм, назначенных на палеонтологические собрания, для того, чтобы он мог во время своего пребывания там со вершить несколько экскурсий в места, интересные в геологическом отношении, для собрания ископаемых, могущих служить для пополнения нашего университетского Музея».  1 января 1874 года Константин отправлен в командировку за границу на 2 года, в дальнейшем его пребывание там продлено ещё на полгода, до июля 1876. Это объяснялось длоительным процессом покупки для университетской коллекции редкого палеонтологического собрания ископаемых из юрских отложений Зольнхофена (Бавария, Германия). В отчете о поездке было сказано, что «через посредство г. Милашевича была куплена университетом у пастора Руидля в Мюнхене весьма богатая» коллекция юрских ископаемых из Золенгофена, которая принадлежит «к наиболее замечательным приобретениям Палеонтологического кабинета». Познакомившись с достижениями мировой науки Милашевич привёз в alma mater «новое направление геологической науки и новые методы немецкой школы».
В 1878 году К. О. Милашевич удостоен степени магистра геогнозии и палеонтологии. Летом 1878 г. по поручению Императорского Санкт‐Петербургского Минералогического общества провел геологические исследования юго‐западной части Костромской губернии.
В 1869 году стал членом  Минералогического общества, а в 1872 году избран членом Московского общества испытателей природы (МОИП). Участвовал в работе этих научных обществ, например, в 1877 году  Милашевич на заседании Общества естествоиспытателей сделал сообщение о результатах изучения коллекции раковин, привезенной ему Г. Н. Потаниным из района Омска. Бывший сокурсник Милашевича, сильно отставший от него в изучении геологии, Николай Вишняков, вспоминал, что профессор Щуровский при возникающих у него (Вишнякова) исследовательских проблемах чаще всего отсылал его к хранителю минералогического кабинета. Как-то Вишняков попросил Милашевича сличить собранные им  образцы пород с университетскими. Исполняя его желание, Константин Осипович заметил: “Предупреждаю вас, что все определения здесь ненадежны, да и ярлыки перепутаны”.
В 1879 году Милашевич по неясным причинам покинул университет  и вернулся в Мелитополь, где занял место директора Мелитопольского реального училища. По другим сведениям причины переезда в Мелитополь были чисто семейными. На посту директора Мелитопольского реального училища Милашевич про был до 1890 года.  С 1892 по 1906 год Милашевич был директором Константиновского реального училища в Севастополе. Уволен со службы после событий ноябрьского вооруженного восстания в 1905 году в Севастополе. Однако в послужном списке значится, что в июле 1906 году Милашевич «уволен от службы за выслугой срока». После этого преподавал в частной гимназии А. А. Ахновской. Имел чин действительного статского советника.
Милашевич не порывал связей с Московским университетом и продолжал изучение ископаемых и современных моллюсков Крыма и не только. Так на заседании МОИП в 1882 году он выступил с докладом "О фауне моллюсков окрестностей Москвы"

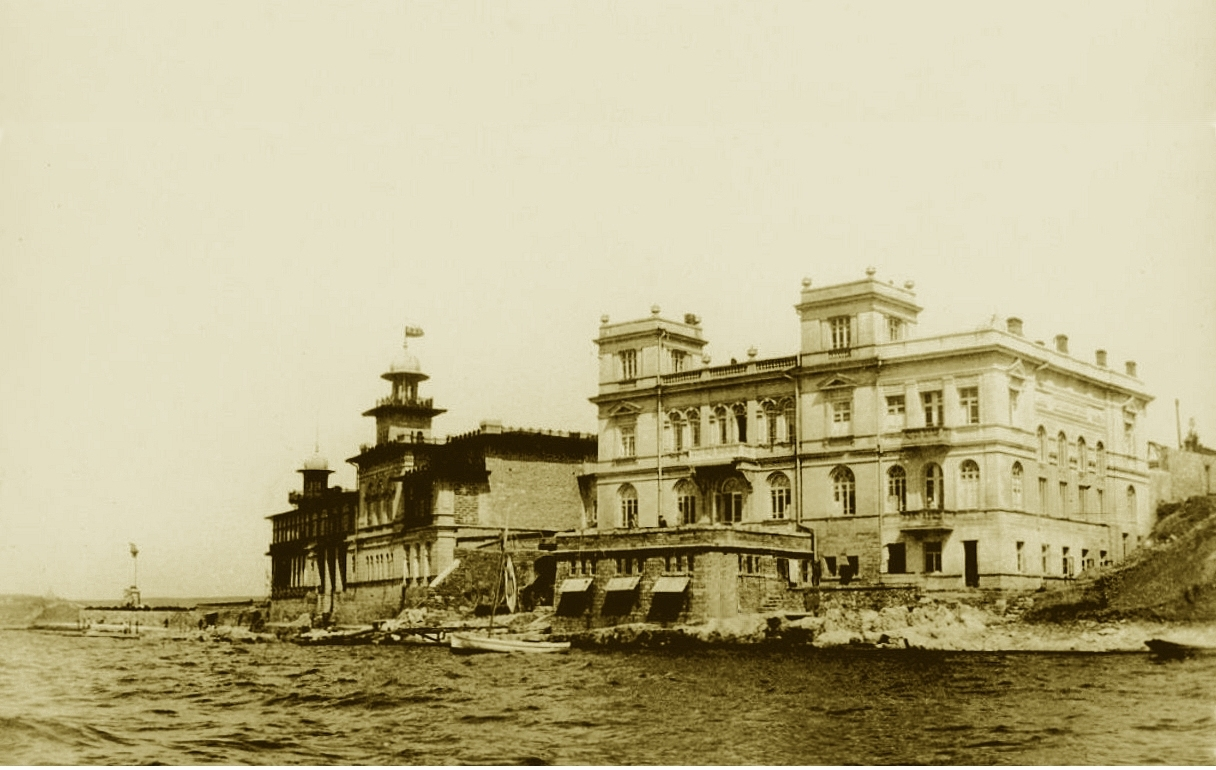
Севастопольская биостанция в 1911 году

Именно Милашевичу было поручено наблюдение за строительством здания Севастопольской Биологической станции. На строительство станции были отпущены очень значительные по тем временам суммы: Академия наук выделила 32 тысячи рублей, а еще 24 тысячи рублей были собраны у частных жертвователей. Строительные работы проходили в 1896—
1897 годах. И наблюдал за ними К. О. Милашевич, известный своей безукоризненной честностью и преданностью науке. Милашевич никогда не состоял сотрудником Станции, но по своему бескорыстному участию в ее строительстве и многолетней научной работе по изучению моллюсков Черного и Азовского морей он был связан со Станцией крепкими узами. Не только за строительством близких ему по роду деятельности учреждений приходилось присматривать, так в 1892-1894 годах состоял членом комиссии, наблюдавшей за возведением Покровского собора на Большой морской улице.
Последние годы жизни Константин Осипович работал над монографией по моллюскам Черного и Азовского морей для фундаментальной серии "Фауна России и сопредельных стран". В предисловии к этой монографии, изданной в 1916 году,  сказано: "Лѣтомъ 1915 года К. О. Милашевич, скончался послѣ тяжкой и продолжительной болѣзни, не видѣвъ появленія въ свѣтъ своей работы, въ которую онъ влилъ массу труда и знаний и появленіе которой так, сильно желалъ видѣть".
Похоронен Константин Осипович Милашевич на старом городском кладбище Севастополя. В его честь назван вид келловейских аммонитов Cadoceras milaschevici (Nikitin).

## Семья
- Жена — Мария Гаэтановна, урождённая? (?—?); римско-католического вероисповедания[1].
  - Дочь — Елена (7.12.1874 г. р.)[1]
  - Сын — Михаил (22.08.1878 г. р.)[1],
  - Дочь — Анна (10.05.1880 г. р.)[1],
  - Сын — Сергей (10.05.1882—после 1922) — офицер Российского императорского флота, участник Первой мировой и Гражданской войн. Георгиевский кавалер, капитан 2 ранга[1].
  - Сын — Иосиф (28.02.1884 г. р.)[1],
  - Сын —  Константин (03.02.1887 г. р.), мичман, женат на Ольге Александровне Преферансовой, жительнице Севастополя, (в 1913 году они расстались)[1].
  - Дочь — Мария (22.06.1892 г. р.)[1]
- Брат — Евгений Осипович Милашевич (1848/1849—10.05.1918 н. ст.), отставной капитан, подпоручик 51 пехотного Литовского полка, 18.04.1875 переведён в 50 пехотный Белостокский полк, уволен от службы 27.04.1882, был женат на Екатерине Ивановне Милашевич, умершей  4 марта 1882 года 28-и лет от роду[1][18].

## Таксоны, описанные К. О. Милашевичем
- Grammatodon (Grammatodon) pictum (Мilаsсhеvitsch, 1881)
- Stephanoceras krylоwi Milachewitch, 1879
- Pressastarte mnevnikensis (Мilаsсhеvitsсh, 1874)
- Adacna fragilis Milachewitch, 1908
- Mytilaster monterosatoi Milachewitch, 1916
- Adacna relicta Milachewitch, 1916
- Monodacna colorata var. tanaisiana Milachewitch, 1916
- Corbulomya maeoticum Milachewitch, 1916
- Cardium edule nuciformis Milachewitch, 1916
- Ostrea sublamellosa Milachewitch, 1916
- Cylichnina variabilis Milaschewitch, 1912
- Retusa ovoides (Milaschewitch, 1909)
- Brochina tenuis (Milaschewitch, 1912)
- Epitonium annulatus (Milaschewitch, 1909)

## Научные труды
- Милашевич К. О. «О геологических экскурсиях по Московской губернии летом 1870 г.» (1871).
- Милашевич К. О.  Сообщение о нахождении силурийского вида: Strophonema imbex Pand. в дилювиальных отложениях окрестностей Москвы // Bull. Soc. Nat. Moscou. 1873. Т. 46. Pt 1. No 1. P. 37.
- Милашевич К. О. О систематике ископаемых форм головоногих и Crioceras Woronzowii. // Извест. об-ва любит. естествозн., антропологии и этнографии. 1878 Т. 24 вып. 2.
- Милашевич К. О. О туркестанских лейасовых растениях... (1871) //  Изв. Общ. люб. ест., антроп. и этногр., т. VII , вып. 1,
- Милашевич К. О. Палеонтологические этюды. 1: О некоторых ископаемых меловой формации в Крыму. - Москва :  Бюлл. Моск. о-во испытателей природы, 1877. T. 52. вып 2. No 3. С. 65‐128.
- Milachewitch C. Etudes paléontologiques. 2. Sur les couches à Ammonites macrocephalus en Russie // Bull. Soc. Nat. de Moscou. 1879. T. 59. No 3. P. 1‐2
- Милашевич К. О. Ответ г. Пренделю: (По поводу его рец. на ст. авт. "О некоторых ископаемых из меловой формации в Кры... (1878)
- Милашевич К. О. Поездка в Орловскую губернию для раскопки мамонта / (Соч.) К. О. Милашевича... (1878)
- Милашевич К. О. Поездка к кавказским пещерам, по поручению Комитета в 1877 году. Москва 1878, тип. М.Н. Лаврова и К°, 6 с.
- Милашевич К. О. Геологические исследования, произведенные летом 1878 года в юго-западной части Костромской губернии. // Материалы для геологии России. 1881, т. 10, стр. 133-198 или  СПб.: Тип. Акад. наук, 1880. 68 с. (отд. отт.).
- Милашевич К. О. “Списокъ видовъ морскихъ моллюсковъ, собранныхъ у береговъ Кавказа К. П. Ягодовскимъ въ 1908 г.”, Извѣстія Императорской Академіи Наукъ. VI серiя, 3:13 (1909),  877
- Милашевич К. О. “Списокъ моллюсковъ, собранныхъ С. А. Зерновымъ въ 1908 г. въ Сѣверо-Западной части Чернаго моря на пароходѣ “Академикъ Бэръ””, Извѣстія Императорской Академіи Наукъ. VI серiя, 3:7 (1909),  517
- Милашевич К. О.  “Моллюски, собранные во время экскурсiи С. А. Зернова на миноносцѣ № 264 на р. Дунай съ 28 iюня по 3 iюля 1907 года”, Извѣстія Императорской Академіи Наукъ. VI серiя, 2:12 (1908), С. 991–996
- Милашевич К. О. “Списокъ видовъ морскихъ моллюсковъ, собранныхъ во время коммандировки С. А. Зернова отъ Зоологическаго Музея Императорской Академiи Наукъ вдоль южнаго берега Крыма съ 15 августа по 15 сентября 1909 г.”, Извѣстія Императорской Академіи Наукъ. VI серiя, 5:7 (1911),  494
- Милашевич К. О. Список видов морских моллюсков, собранных на пароходе «Меотида» // Ежегод. Зоол. Музея Имп. акад. наук. 1911. No 1. С. 512‐538.
- Милашевич К. О. “Моллюски, собранные С. А. Зерновымъ у береговъ Кавказа въ маѣ 1910 г.”, Извѣстія Императорской Академіи Наукъ. VI серiя, 6:13 (1912),  824
- Милашевич К. О. Фауна России и сопредельных стран. Моллюски русских морей. Том 1. Моллюски Черного и Азовского морей. Петроград, 1916. — 335 с.

## Отзывы современников
Директором у нас был настоящий ученый-геолог и палеонтолог, Константин Осипович Милашевич. У него были печатные научные труды, и он оставил чисто научную работу только потому, что любил детей и любил педагогическую деятельность. Впрочем, насколько ему позволяло время, он продолжал вести научную работу до самой смерти. Понятно, что от такого директора можно было ждать только хорошего.

Высокого роста, очень худой, в очках, с висящими вниз большими усами, он имел очень суровый вид, и благодаря этому виду ученики его побаивались. Но звали мы его дружелюбно «Бабай» (дед), и не было никого, кто мог бы сказать о нем что-нибудь плохое. Звали его у нас еще «Аксолотом» (аксолотль — хвостатое земноводное, напоминающее тритона); но это тоже было у нас вроде ласкательного прозвища, так как аксолотли нам очень понравились, когда мы их в первый раз увидели.Владимир Николаевич Шнитников, натуралист из Семиречья

### Рекомендуемые источники
- Андрусов Н. И. К. О. Милашевич (Некролог) // Геологический вестник. 1915. Т. 1. No 5. С. 336‐337.

## Комментарии
1. ↑  Так как несколько независимых источников подтверждают, что К. О. Милашевич занял место директора именно реального училища[2][9], сообщение о том, что он был директором мелитопольской гимназии[6], можно считать ошибочным
2. ↑  По отношению к моллюскам в серии "Фауна России и сопредельных стран" предполагался региональный подход. Н. М. Книпович должен был подготовить том 2. "Моллюски северных морей". Сообщалось, что том 1. Наземные моллюски, семейства Testacellidae, Vifcrinidae n Glandinidae был уже подготовлен к печати бароном О. В. Розеном, но, как известно, так и не увидел свет[16].